# Municipio de Waconia
El municipio de Waconia (en inglés: Waconia Township) es un municipio ubicado en el condado de Carver en el estado estadounidense de Minnesota. En el año 2010 tenía una población de 1228 habitantes y una densidad poblacional de 15,3 personas por km².

## Geografía
El municipio de Waconia se encuentra ubicado en las coordenadas 44°51′47″N 93°50′36″O / 44.86306, -93.84333. Según la Oficina del Censo de los Estados Unidos, el municipio tiene una superficie total de 80.29 km², de la cual 62,8 km² corresponden a tierra firme y (21,78 %) 17,49 km² es agua.

## Demografía
Según el censo de 2010, había 1228 personas residiendo en el municipio de Waconia. La densidad de población era de 15,3 hab./km². De los 1228 habitantes, el municipio de Waconia estaba compuesto por el 97,23 % blancos, el 0,08 % eran afroamericanos, el 0,57 % eran amerindios, el 0,41 % eran asiáticos, el 0,57 % eran de otras razas y el 1,14 % eran de una mezcla de razas. Del total de la población el 1,38 % eran hispanos o latinos de cualquier raza.